# Lierschied
Lierschied ist eine Ortsgemeinde im Rhein-Lahn-Kreis in Rheinland-Pfalz. Sie gehört der Verbandsgemeinde Loreley an, die ihren Verwaltungssitz in St. Goarshausen hat.

## Gemeindeteile
Zu Lierschied gehören auch die Wohnplätze Haus am Berg, Haus Luther, Zimmermann-Mühle und Hof Schönhorst.

## Geschichte
Am 31. März 845 wurde in einer Schenkungsurkunde an das neu gegründete Kloster Kettenbach an der Aar auch die „villa Leyrscheyt in pago Heinriche“ – das Dorf Lierschied im Einrichgau – mit seinen 17 Höfen und 64 Leibeigenen erwähnt. Der Ort gehörte ab dem 14. Jahrhundert zum „Vierherrischen“ Gebiet. Ab dem zweiten Nastätter Rezeß von 1774 gehörte der Ort zu Hessen-Kassel.
Ab 1806 vorübergehend von französischen Truppen besetzt („pays reserve“), kam der Ort 1816 zum Herzogtum Nassau. Seit 1866 Teil der preußischen Provinz Hessen-Nassau, kam der Ort 1946 zum damals neu gebildeten Land Rheinland-Pfalz.
Nach dem Ersten Weltkrieg wie auch nach dem Zweiten war der Ort Teil der französischen Besatzungszone.
Der Ort wurde am 26./27. März 1945 von amerikanischen Truppen eingenommen.
Bevölkerungsentwicklung
Die Entwicklung der Einwohnerzahl von Lierschied, die Werte von 1871 bis 1987 beruhen auf Volkszählungen:
| Jahr | Einwohner |
| ---- | --------- |
| 1815 | 345       |
| 1835 | 495       |
| 1871 | 506       |
| 1905 | 557       |
| 1939 | 535       |
| 1950 | 684       |

| Jahr | Einwohner |
| ---- | --------- |
| 1961 | 611       |
| 1970 | 600       |
| 1987 | 524       |
| 1997 | 497       |
| 2005 | 499       |
| 2023 | 488       |

## Politik

### Gemeinderat
Der Gemeinderat in Lierschied besteht aus acht Ratsmitgliedern, die bei der Kommunalwahl am 9. Juni 2024 in einer Mehrheitswahl gewählt wurden, und dem ehrenamtlichen Ortsbürgermeister als Vorsitzendem. Bis 2014 gehörten dem Gemeinderat zwölf Ratsmitglieder an.

### Bürgermeister
Andreas Dillenberger wurde am 24. September 2024 Ortsbürgermeister von Lierschied. Bei der als Wiederholungswahl notwendig gewordenen Direktwahl am 15. September 2024 war er mit einem Stimmenanteil von 85,4 % für fünf Jahre gewählt worden.
Dillenbergers Vorgänger Manfred Baumert, der zuvor Stadtbürgermeister von Sankt Goarshausen war, hatte das Amt am 12. November 2019 übernommen, nachdem ihm der Lierschieder Gemeinderat einstimmig gewählt hatte. Bei der Direktwahl am 9. Juni 2024 erreichte er mit 46,4 % keine ausreichende Mehrheit, wodurch eine Wiederholungswahl notwendig wurde. Baumerts Vorgänger als Lierschieder Ortsbürgermeister war Oskar Meyer.

### Wappen
| Wappen von Lierschied | Blasonierung: „In Schwarz ein rotbehuftes silbernes Gotteslamm mit goldenem Heiligenschein und goldener Fahne, darin ein durchgehendes rotes Kreuz.“ |
| Wappen von Lierschied | |